# 岩手県交通大船渡営業所高田支所

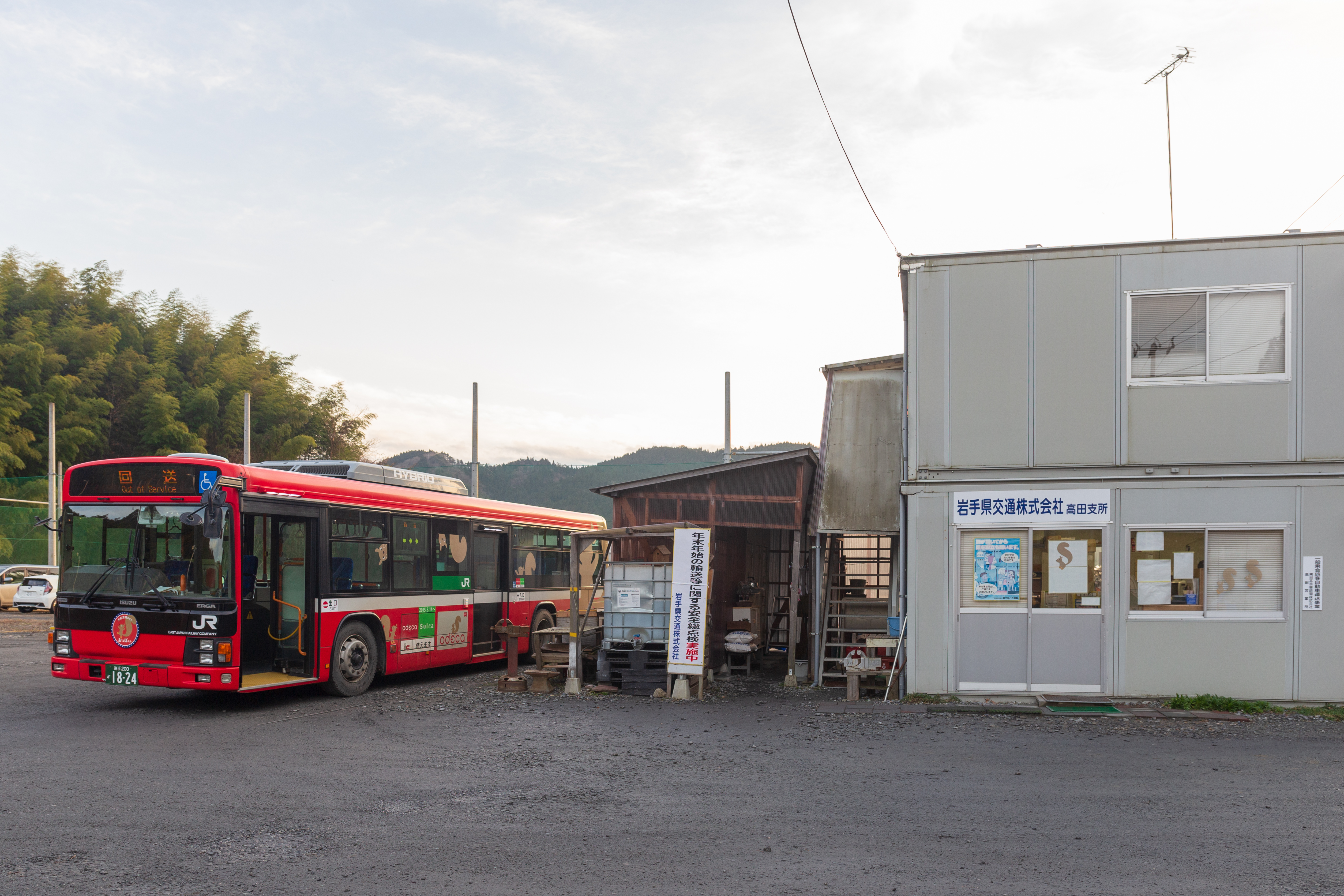
支所外観（2018年）

岩手県交通大船渡営業所高田支所（いわてけんこうつうおおふなとえいぎょうしょたかたししょ）は、岩手県陸前高田市にある岩手県交通の営業所（支所）である。
JR東日本大船渡線BRTの運転業務受託専門の組織である。東日本大震災で被災する以前は、大船渡営業所配下の高田バスターミナルという組織であり、高田地区の路線バスを管轄していた。現在、陸前高田市内を経由する岩手県交通の路線バスは大船渡営業所にて管轄している。

## 所在地
岩手県陸前高田市竹駒町館4-1

## 沿革
- 19xx年：高田営業所として開設。
- 200x年：大船渡営業所配下の高田バスターミナルに改組。
- 2011年3月11日：東北地方太平洋沖地震（東日本大震災）による津波で車両11台が流失・廃車となる甚大な被害を受け、閉鎖。
- 2013年：同年3月2日よりJR大船渡線BRTの業務を受託するのに伴い、大船渡営業所高田支所として再開設。

## 所管路線

### JR大船渡線BRT
JR東日本から受託。大船渡営業所と共管。

## 高田バスターミナル（2011年3月11日まで）

### 所在地
岩手県陸前高田市高田町森の前2

### 所管路線

#### 高田線
- 高田駅前 - 高田高校前 - 三日市 - 細浦駅前 - 下船渡駅前 - 須崎 - サンリアショッピングセンター前 - 県立大船渡病院前 - 立根

大船渡営業所と共管。

#### 通岡線
- 高田駅前 - 高田高校前 - 通岡峠 - 下船渡（宮ノ前） - 須崎 - さかり権現堂 - （ → 県立大船渡病院前 → ）立根

震災後運行を再開するにあたって高田線と運行ルートが統合された。

#### 陸前高田住田線
- （高田病院前 - ）高田駅前 - 竹駒駅前 - 岩手横田 - 窪田 - （住田病院前） - 世田米 - 川口 - 竹の原 - 下有戸 - 岩手八日町

JRバス東北遠野線の廃止代替路線で、高田 - 岩手八日町は当路線、岩手八日町 - 遠野は住田交運に分割し移管された。
（1）高田病院前・高田駅前 - 岩手八日町、（2）高田駅前 - 世田米、（3）竹の原→高田駅前の3系統で運行されていた。なお、川口 - 岩手八日町間は東日本大震災発生前の2010年に廃止され、住田町コミュニティバスに移管されている。さらに2022年10月より土曜・日曜・祝日運休となり住田町コミュニティバスが代替運行、2024年3月29日廃止。

#### 広田線
- 県立病院/高田BT - 高田駅前 - 三日市 - 小友駅前 - 広田小学校前 - 広田

#### 矢ノ浦線
- 県立病院前 - 高田駅前 - 三日市 - 矢ノ浦 - 広田小学校前 - 椿島入口 - 広田

#### 矢作線
- 高田BT - 高田駅前 - 県立病院前 - 矢作駅前 - 二又 - 的場
- 高田BT - 高田駅前 - 県立病院前 - 矢作駅前 - 二又 - 合場

#### 大沢線
- 高田BT - 高田駅前 - 県立病院前 - 今泉 - 長部 - （古谷公民館前・上りのみ経由）大沢 - 荒谷前